# Vaudéville
Vaudéville is een Franse gemeente in het departement Vosges in de regio Grand Est en maakt deel uit van het arrondissement Épinal. De gemeente telde 195 inwoners op 1 januari 2022.

## Geografie
De oppervlakte van Vaudéville bedraagt 3,22 vierkante kilometer; Op 1 januari 2022 was de bevolkingsdichtheid 60,6 inwoners per km².
De onderstaande kaart toont de ligging van Vaudéville met de belangrijkste infrastructuur en aangrenzende gemeenten.

## Demografie
Onderstaande figuur toont het verloop van het inwonertal.